# Lijst van vicepremiers van Suriname
De vicepremier van Suriname was een eretitel die in de jaren 1955 tot 1988 aan de ministers van het kabinet werd gegeven. De vice-premier was waarnemend premier toen de premier afwezig was.
De functie Vice-premier van Suriname werd in de jaren 1988 tot 1990 vervangen door de extra-constitutionele functie van Vice-voorzitter van de ministerraad van Suriname, die vervolgens uit gebruik werd genomen.

## Vicepremiers van Suriname (1955–1988)
| No.                                          | Vicepremier                              | Portrait                             | Functie | Ambtstermijn     | Ambtstermijn     | Partijen       | Kabinet       |
| -------------------------------------------- | ---------------------------------------- | ------------------------------------ | --- | ---------------- | ---------------- | -------------- | ------------- |
| Vacant (16 april 1955 – 25 juni 1958)        |                                          |                                      | |                  |                  |                |               |
| 1                                            | Alfred Johan Morpurgo (1899–1973)        |                                      | Minister van Onderwijs en Volksontwikkeling                                                                 | 25 juni 1958     | 30 juni 1963     | PSV            | Emanuels      |
| 2                                            | Sewraam Rambaran Mishre (1915–1964)      |                                      | Minister van Justitie en Politie                                                                            | 30 juni 1963     | 15 februari 1964 | VHP            | Pengel I      |
| 3                                            | Johannes Samuel Petrus Kraag (1913–1996) |                                      | Minister van Sociale Zaken                                                                                  | 15 februari 1964 | 15 maart 1967    | NPS            | Pengel I      |
| 3                                            | Johannes Samuel Petrus Kraag (1913–1996) | Minister van Arbeid en Sociale Zaken | 15 maart 1967                                                                                               | 5 maart 1969     | Pengel II        | NPS            |               |
| Vacant (5 maart 1969 – 20 november 1969)     |                                          |                                      | |                  |                  |                |               |
| 4                                            | Harry Sharu Radhakishun (1921–1983)      |                                      | Minister van Financiën                                                                                      | 20 november 1969 | 24 december 1973 | VHP            | Sedney        |
| 5                                            | Olton Willem van Genderen (1921–1990)    |                                      | Minister van Districtsbestuur en Decentralisatie                                                            | 24 december 1973 | 28 december 1977 | NPS            | Arron I       |
| 5                                            | Olton Willem van Genderen (1921–1990)    | Minister van Binnenlandse Zaken      | 28 december 1977                                                                                            | 25 februari 1980 | Arron II         | NPS            |               |
| Vacant (25 februari 1980 – 15 augustus 1980) |                                          |                                      | |                  |                  |                |               |
| 6                                            | André Richard Haakmat (1939-2024)        |                                      | Minister van Buitenlandse Zaken en Minister van Justitie en Politie                                         | 15 augustus 1980 | 7 januari 1981   | PNR            | Chin A Sen    |
| Vacant (7 januari 1981 – 30 maart 1982)      |                                          |                                      | |                  |                  |                |               |
| 7                                            | Harvey Harold Naarendorp (1940)          |                                      | Minister van Buitenlandse Zaken                                                                             | 30 maart 1982    | 9 december 1982  | Onafhankelijke | Neijhorst     |
| 8                                            | Winston Ramon Caldeira (1941)            |                                      | Minister van Financiën en Planning                                                                          | 28 februari 1983 | 3 februari 1984  | PALU           | Alibux        |
| 9                                            | Franklin Juliaan Leeflang (1936)         |                                      | Minister van Binnenlandse Zaken en Minister van Justitie                                                    | 3 februari 1984  | 26 juni 1985     | VFB            | Udenhout      |
| Vacant (26 juni 1985 – 16 juli 1986)         |                                          |                                      | |                  |                  |                |               |
| 10                                           | Jules Albert Wijdenbosch (1941)          |                                      | Minister van Binnenlandse Zaken, Minister van Districtsbestuur en Volksmobilisatie en Minister van Justitie | 16 juli 1986     | 12 februari 1987 | VFB            | Radhakishun   |
| 11                                           | Harry Stanley Kensmil (1932–2012)        |                                      | Minister van Natuurlijke Hulpbronnen en Energie                                                             | 12 februari 1987 | 25 januari 1988  | NPS            | Wijdenbosch I |

## Vice-voorzitter van de ministerraad van Suriname (1988–1990)
| No. | Vice-voorzitter             | Portrait | Functie                                        | Ambtstermijn    | Ambtstermijn     | Partijen | Kabinet |
| --- | --------------------------- | -------- | ---------------------------------------------- | --------------- | ---------------- | -------- | ------- |
| 12  | William Soemita (1936–2022) |          | Minister van Sociale Zaken en Volkshuisvesting | 25 januari 1988 | 24 december 1990 | KTPI     | Shankar |